# Cyril Régamey
 Cyril Régamey (* 27. September 1977 in Pully, VD) ist ein Schweizer Schlagwerker, der sowohl in der klassischen Musik als auch im Jazz hervorgetreten ist.

## Leben und Wirken
Régamey erhielt zwischen 1983 und 1992 Unterricht am klassischen Schlagwerk an der École de Musique de Pully. Das Studium am Conservatoire de Lausanne bei Stéphane Borel absolvierte er mit dem Diplom mit Auszeichnung; zugleich studierte er Schlagzeug an der École de Jazz de Lausanne.
In dieser Zeit spielte er im klassischen Bereich im Orchestre de Chambre de Lausanne, Orchestre de Chambre de Genève, Orchestre Symphonique Suisse des Jeunes. Centre International de Percussions de Genève, Compagnie Roland Auzet, arbeitete aber auch mit dem Institut de recherche et coordination acoustique/musique Paris. Im Jazzbereich trat er mit Gruppen wie François Lindemanns Piano Seven, der Big Band de Lausanne, In Entropia, Batamo und dem Escape Quintet auf. 
2002 gründete Régamey mit dem Trompeter Yannick Barman das Projekt Kiku, mit dem die beiden auf dem Jazz Festival Willisau und dann weltweit auftraten. In den nächsten Jahren trat er auch mit Triolisme auf. Über mehr als ein Jahrzehnt gehört er zum Trio des Pianisten Marc Perrenoud, mit dem er mehrere Alben veröffentlichte. Auch war er Mitglied in Yannick Oppligers Explosive Drums Orchestra, von Patricia Bosshards Inentropia und von Baiju Bhatts Red Sun. Mit Le Car de Thon interpretierte er 2009 intuitive Musik von Karlheinz Stockhausen. Weiterhin arbeitete er mit François Lindemann, Ohad Talmor, Ben Monder, Moncef Genoud, Robin Kenyatta, Dan Weiss, Sylvie Courvoisier, Patrice Moret, Marco Muller und Pierre Audétat. Er ist auch auf Alben von Piano Seven, Yilian Cañizares, Pascal Alba, Yannick Barman und mit dem Jazz Orchestra von George Robert zu hören.

## Preise und Auszeichnungen
Im Jahr 2000 wurde Régamey für seine Virtuosität als Student des Conservatoire de Lausanne mit dem ersten Preis ausgezeichnet. 2003 erhielt er den Prix Leenard und 2005 den ersten Preis beim Improvisationswettbewerb von Redding.

## Diskographische Hinweise
- Orchestre Symphonique Suisse des Jeunes: Mahler Symphonie No 5
- Saxophilie: 12 Couleurs (1999)
- Piano Seven: Piano Seven & Brass Quintet (TCB 2000)
- Explosive Drums Orchestra: Manège à la plage (2002)
- Inentropia: Live at the AMR
- Mâ Tzigalas: Mâ Tzigalas
- Kiku Trio: Méthane (Veto 2009, mit Yannick Barman, Malcolm Braff)
- Kiku feat. Blixa Bargeld & Black Cracker: Marcher sur la tête (Everest Records 2015, mit Yannick Barman, David Doyon)
- Marc Perrenoud Trio Nature Boy (Double Moon Records 2016)